# Podi, Bar
Podi este un sat din comuna Bar, Muntenegru. Conform datelor de la recensământul din 2003, localitatea are 156 de locuitori (la recensământul din 1991 erau 184 de locuitori).

## Demografie
În satul Podi locuiesc 124 de persoane adulte, iar vârsta medie a populației este de 40,2 de ani (37,1 la bărbați și 43,7 la femei). În localitate sunt 38 de gospodării, iar numărul mediu de membri în gospodărie este de 4,11.
|  |

| Demografie | Demografie | Demografie |
| An         | Locuitori  | Locuitori  |
| ---------- | ---------- | ---------- |
|            |            |            |
|            |            |            |
|            |            |            |
|            |            |            |
| 1948       | 152        |            |
| 1953       | 167        |            |
| 1961       | 176        |            |
| 1971       | 162        |            |
| 1981       | 124        |            |
| 1991       | 184        | 177        |
| 2003       | 162        | 156        |

| \| Componența etnică conform recensământului din 2003[2] \| Componența etnică conform recensământului din 2003[2] \| Componența etnică conform recensământului din 2003[2] \| Componența etnică conform recensământului din 2003[2] \| Componența etnică conform recensământului din 2003[2] \| \| ----------------------------------------------------- \| ----------------------------------------------------- \| ----------------------------------------------------- \| ----------------------------------------------------- \| ----------------------------------------------------- \| \| \| \| \| \| \| \| Muntenegreni \| Muntenegreni \| \| 114 \| 73,07% \| \| Albanezi \| Albanezi \| \| 17 \| 10,89% \| \| Musulmani \| Musulmani \| \| 6 \| 3,84% \| \| Bosniaci \| Bosniaci \| \| 6 \| 3,84% \| \| necunoscută \| necunoscută \| \| 0 \| 0% \| |              |  |     |        |
| Componența etnică conform recensământului din 2003 |              |  |     |        |
| |              |  |     |        |
| Muntenegreni | Muntenegreni |  | 114 | 73,07% |
| Albanezi | Albanezi     |  | 17  | 10,89% |
| Musulmani | Musulmani    |  | 6   | 3,84%  |
| Bosniaci | Bosniaci     |  | 6   | 3,84%  |
| necunoscută | necunoscută  |  | 0   | 0%     |